# Romagne-sous-les-Côtes
Romagne-sous-les-Côtes är en kommun i departementet Meuse i regionen Grand Est (tidigare regionen Lorraine) i nordöstra Frankrike. Kommunen ligger i kantonen Damvillers som tillhör arrondissementet Verdun. År 2022 hade Romagne-sous-les-Côtes 123 invånare.

## Befolkningsutveckling
Antalet invånare i kommunen Romagne-sous-les-Côtes
| Referens: INSEE |